# Brian Bromberg
Brian Bromberg (5. december 1960 i Arizona) er en amerikansk bassist der både spiller kontrabas og elbas.
Bromberg kom frem med Stan Getz allerede som 19 årig.
Han har spillet med bl.a. Joe Farrell, Ernie Watts, Lee Ritenour, Harvey Mason, Dennis Chambers, Vinnie Colaiuta, Randy Brecker etc.
Bromberg har lavet en del soloplader, som fremhæver hans virtuose basspil på både akustisk og elektrisk bas.

## Diskografi
- BASSically Speaking (1985)
- New Day (1985)
- Basses Loaded (1988)
- Magic Rain (1989)
- It's About Time: The Acoustic Project (1991)
- Brian Bromberg (1993)
- You Know That Feeling (1997)
- Wood (2002)
- Jaco (2002)
- Choices (2004)
- Bass Freak Out (2004)
- Metal (2005)
- Wood II (2006)
- Downright Upright (2007)
- Hands (2009)
- It Is What It Is (2009)
- Bromberg Plays Hendrix (2010)